# Черноглава овесарка
Черноглавата овесарка (Emberiza melanocephala) е птица от семейство Чинкови. Среща се и в България. Често червеноглавата овесарка (Emberiza bruniceps) е определяна като подвид на черноглавата овесарка поради сходствата помежду им. Червеноглавата овесарка се среща в Азия, а в пограничните райони на ареалите на двата вида често се получават кръстоски между тях.

## Общи сведения
По-едра е от тръстиковата овесарка и от домашното врабче. Има дълги опашка и крака. Съществува изразен полов диморфизъм по време на размножителния период. Тогава оперението от долната страна на тялото на мъжкия е ярко жълто, главата е черна (през зимата е кафява), а горната страна и рамената са червеникави. Женската е с по-бледо оперение по долната страна, има сивкава глава и сивокафява горна страна. Младите екземпляри имат подобна окраска. Мъжката и женската черноглава овесарка често се бъркат със съответния пол на червеноглавата овесарка поради сходното им оперение.
- Дължина на тялото: 160-180 mm
- Тегло: 28-33 g
- Размах на крилете: 260-300 mm

## Разпространение
Обитава откритите територии с дървесна и храстова растителност. Среща се и в маслинови горички и овощни градини. Червеноглавата овесарка е прелетна птица, представител на Холарктичната област. Гнезди в Южна Европа (Италия, Гърция, Турция) на запад до Каспийско море и Иран на изток. В Западна Европа се среща рядко. Зимува в Северна Индия, в западните и централните части на Южна Азия и в Североизточна Африка. Отлита за зимовищата си в края на август.

## Начин на живот и хранене
Малките се хранят с насекоми, а по-късно и със семена и друга растителна храна.

## Размножаване
Брачните двойки пристигат в гнездовите си територии в края на април до началото на май. Гнездото е разположено малко по-високо от гъсталаците и шубраците. Постлано с трева и косми, то е изградено е от клонки и сламки. Инкубационният период започва в средата на май и продължава до края на юни, като женската отглежда само едно люпило на година, за които се грижи главно тя. Тя снася 4-5 сивкави до кафяви яйца с дължина 24 mm.

## Допълнителни сведения
- Снимки на черноглави овесарки
- мъжка
- женска
- двойка